# بدي دوب (ألبوم)
بدي دوب: الألبوم الأول للفنانة اللبنانية إليسا. تم إصداره في ديسمبر 1992، وقد حصد شعبية في لبنان والعالم العربي في وقته، وتم تصوير أغنية (بدي دوب) بطريقة الفيديو كليب.
نتيجة لنجاح الألبوم، أعيد توزيعه عربيًا وعالميًا في 1 فبراير 1992 بتوزيع شركة إيمي،وفي 21 فبراير 1992 قامت شركة إيمي بمؤتمر ترويجي للألبوم في دبي.حقق الألبوم نجاحًا عربيًا واسعا واحتوى على العديد من الأغاني الناجحة، ونتيجة الطلب المتزايد، أعيد طباعة الألبوم ستة طبعات، كان آخر طبعة في أبريل 1998.وقد كان ضمن الألبومات الأكثر مبيعًا في العالم العربي طوال العام 1998،ظل الألبوم للعام التالي 1994 ضمن الألبومات الأكثر مبيعًا في العالم العربي، ليبقى 78 أسبوعاً ضمن القوائم العشرة الأكثر مبيعًا.بعد نجاح الألبوم، وقعت شركة هيد آند شولدرز الأمريكية مع إليسا لأول صفقة تجارية لها.
لا زالت أغنية "بدي دوب" التي تحمل اسم الألبوم، تحقق نجاحا على يوتيوب، على الرغم من مرور ربع قرن منذ إصدارها، وبلغت مشاهدات الأغنية أكثر من 50 مليون مشاهدة عبر منصات غير رسمية.